# ファイズッラ・ホジャエフ
ファイズッラ・ホジャエフウズベク語: Файзулла Убайдуллоевич Хўжаев / Fayzulla Ubaydullayevich Xoʻjayev、ロシア語: Файзулла Убайдуллаевич Ходжаев、1896年 - 1938年3月13日）は、中央アジアの革命指導者、ソビエト連邦の政治家。ウズベク・ソビエト社会主義共和国の初代首班。

## 人物・生涯
ホジャエフは、ブハラの裕福な商家に生まれ、1907年にモスクワに留学した。モスクワでの生活を経て、ブハラの伝統的社会の後進性を痛感し、改革の必要性を認識するようになったとされる。1912年にブハラへ帰国した後、叔父のオスマン・ホジャエフやアブドゥラウフ・フィトラトらとともに、改革派ムスリム知識人（ジャディード）らで構成された青年ブハラ人グループに参加した。
1917年のロシア2月革命の勃発を受け、ブハラ・アミール国君主のアーリム・ハーンは改革勅令を発布して、ロシア臨時政府への恭順を示した。これを不十分とするホジャエフら青年ブハラ人グループは、ブハラにて反アミールの示威行動を行ったが、アミール当局の弾圧を受けて、ブハラに隣接するロシア租界（カガン市）に亡命することとなった。
ホジャエフは、その後ボリシェヴィキに接近し、ロシア10月革命の勃発後には、タシュケントのトルキスタン人民委員会議議長コレソフに対して、ブハラへの軍事介入を要請した。1918年3月に、コレソフ率いる赤軍部隊と青年ブハラ人勢力は、ブハラに侵攻してアミール政権の転覆を図ったが失敗。軍事クーデタに失敗したホジャエフはタシケントに亡命した。
ホジャエフは、タシケントで反アミール勢力の糾合に努め、1920年には、ブハラ共産党組織と、傘下の青年ブハラ人勢力の合同を行った。同年9月、青年ブハラ人勢力は赤軍と共にブハラ市に侵攻し、アミール政府を打倒、ブハラ人民ソビエト共和国を樹立した。ホジャエフは新政権の人民委員会議議長に選出された。
ブハラ革命により追放されたアミールのアーリム・ハーンは、その後も旧勢力を糾合して抵抗運動（バスマチ運動）を続けたため、自前の軍事力を持たないブハラの新政権は、赤軍の軍事力に依存する存在であった。ブハラ指導部は、ロシア共産党の影響下に置かれ、1922年にブハラ共産党はロシア共産党に合流し、ホジャエフもロシア共産党に入党した。1923年6月のロシア共産党中央委員会での協議にて、ブハラ指導部の民族主義的偏向性が批判され、多くの青年ブハラ人活動家が政権から追放された。
その一方、ホジャエフは粛清を免れ、その後もブハラ指導部に留まった。1924年の民族境界画定工作では、ホジャエフはフェルガナ、サマルカンド、ブハラ、ヒヴァに居住するムスリム定住民を、「ウズベク人」として識別することを主張し、中央アジアの政治単位の再編に中心的な役割を果たした。民族境界画定の結果、ブハラ人民ソビエト共和国は廃止され、ホジャエフは、新設のウズベク・ソビエト社会主義共和国の人民委員会議議長に就任した。
1930年代に入り、スターリンの大粛清が始まると、1937年にホジャエフは政府の全役職から解任、逮捕され、ブハーリン、ルイコフらと共に、「トロツキスト」「右派修正主義」の罪状で、1938年3月13日に処刑された。
1956年のスターリン批判を機に名誉回復がなされた。
独立後のウズベキスタンでは、ソビエト政権への協力が批判される一方、ウズベク人の独立のための貢献が再評価されるなど、評価は賛否両論とされる。